# مدرسة وقبة نجم الدين أيوب
مدرسة وقبة الصالح نجم الدين أيوب أو المدرسة الصالحية من أشهر مباني القاهرة الأثرية، بنى عام 641 هجرية الموافق 1243-1244م. أنشأ هذه المدرسة الصالح نجم الدين أيوب سابع من ولى ملك مصر من سلاطين الدولة الأيوبية، أقامها على جزء من المساحة التي كان يشغلها القصر الفاطمي الكبير وأتمها سنة 641 هجرية الموافق 1243 /44 م وكانت تتكون من بناءين أحدهما قبلي.
وقد ضاعت معالمه وشغلت مكانه أبنية حديثة، والثاني بحري لم يتخلف منه سوى إيوانه الغربي الذي يغطيه قبو معقود، وكان كل من البناءين يشتمل على إيوانين متقابلين أحدهما شرقي والآخر غربي وصف من الخلاوي على كل من الجانبين ويفصل هذين البناءين ممر يقع في نهايته الغربية مدخل المدرسة الذي يتوسط الوجهة تعلوه المئذنة.
وما زالت هذه الوجهة محتفظة بتفاصيلها المعمارية فهي مقسمة على يمين المدخل ويساره إلى صفف قليلة الغور فتح أسفلها شبابيك تغطيها أعتاب امتازت بتنوع مزرراتها تعلوها عقود عاتقة اختلفت زخارفها وتنوعت أشكالها.
وهنا تبدو لنا أول مرة في هذه الوجهة ظاهرة فتح شبابيك سفلية بعد أن كانت تشاهد بأعلى الوجهات في الجوامع المتقدمة كجامع عمرو بن العاص وجامع أحمد ابن طولون وغيرهما. وقد عنى بزخرفة المدخل وتجميله فأخذ الكثير من عناصره الزخرفية من وجهتي جامعي الأقمر والصالح طلائع وكتب وسط العقد المقرنص الذي يعلو الباب تاريخ الإنشاء 641 هجرية.
أما المئذنة فتبتدئ أعلى المدخل مربعة إلى الدورة ثم مثمنة تحلي أوجهها صفف تغطيها عقود مخوصة فتح بها فتحات بعقود على شكل أوراق نباتية. ويغطى المثمن قبة مضلعة ازدانت قاعدتها بفتحات على هيئة أوراق نباتية أيضا تعلوها تروس بارزة.
وتمثل هذه المئذنة طراز أغلب المآذن التي أنشئت في أواخر القرن السابع وأوائل القرن الثامن الهجري - الثالث عشر وأول الرابع عشر الميلادي - قبل أن تتطور إلى طرازها المألوف الذي عم وانتشر بمصر بعد ذلك.

## المدرسة
تكون هذه المدرسة من قسمين تقسمهما حارة الصالحية التي يعلو مدخلها عقدان يربطان شقى المدرسة ويحمل هذان العقدان المئذنة، ولم يبق من القسم الجنوبي اليوم غير واجهته الغربية التي ترتبط بالقسم الشمالي عن طريق هذين العقدين السابق الإشارة إليهما، كما يوجد جزء من السقف يلى المدخل مباشرة مغطى بحقاق محقق، أما القسم الشمالي فما يزال باقى جهة الواجهة الشمالية، والإيوان الشرقي والغربي قد تهدم معظم قبو الإيوان الشرقي ولم يبق غير بداية عقد الإيوان.

## الضريح
يقع الضريح في شمال شرق إيوان المالكية للمدرسة الصالحية، وتحتوى واجهتها على حنيتين واحدة منها بارزة. وهناك زخرفة قالبية تزخرف الواجهة كلها حتى بداية المدرسة وهى تشبه تلك التي بجامع الأقمر. وفي وسط الحنيات توجد دوائر وأعلى الواجهة توجد شرافات مسننة أو مدرجة ويبلغ الارتفاع حتى الشرافات 11.35مترا. وفي الجزء الأسفل من الحنيات ذات العقود المنكسرة توجد نوافذ الأوسط أوسعها.

## معرض صور

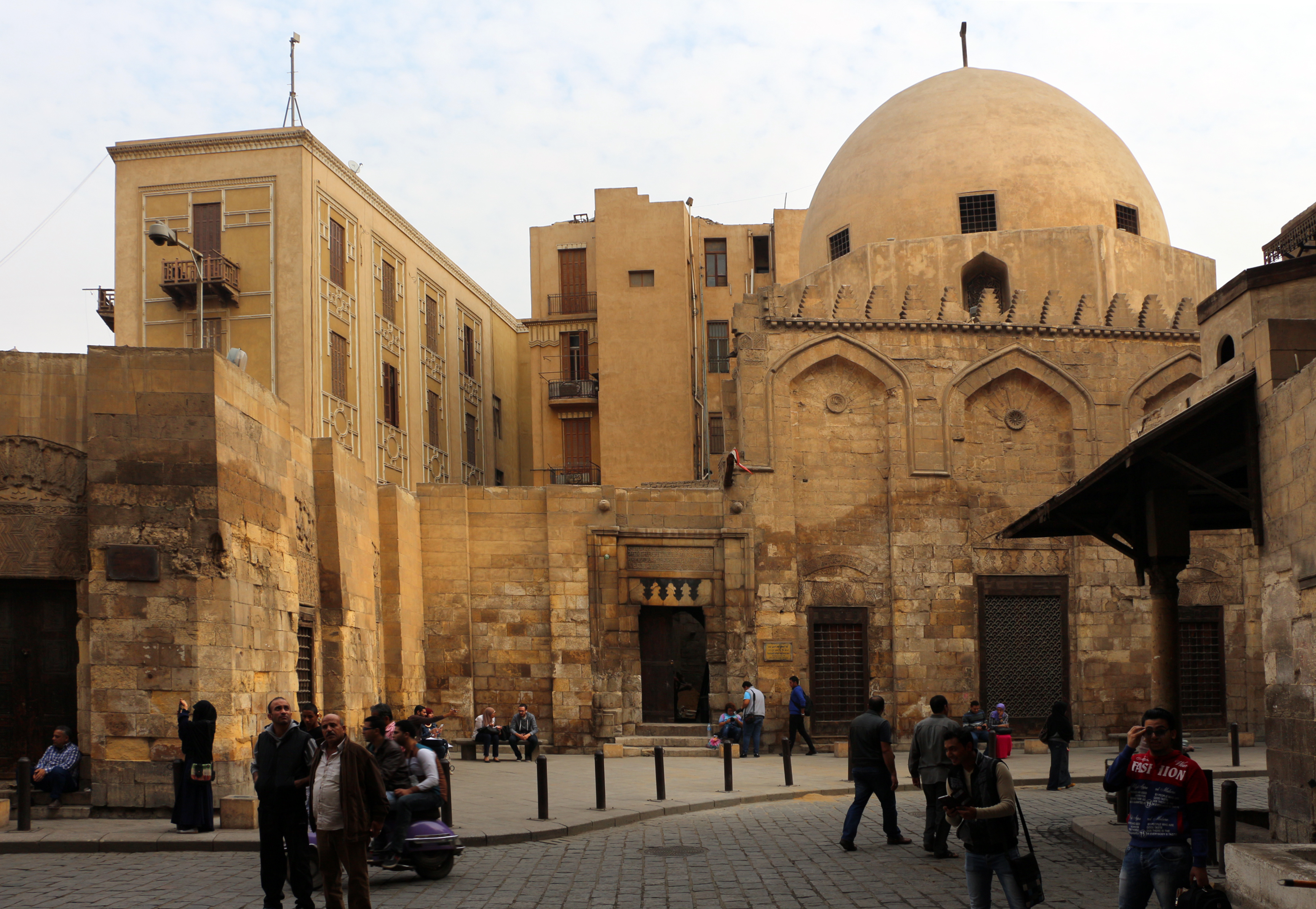
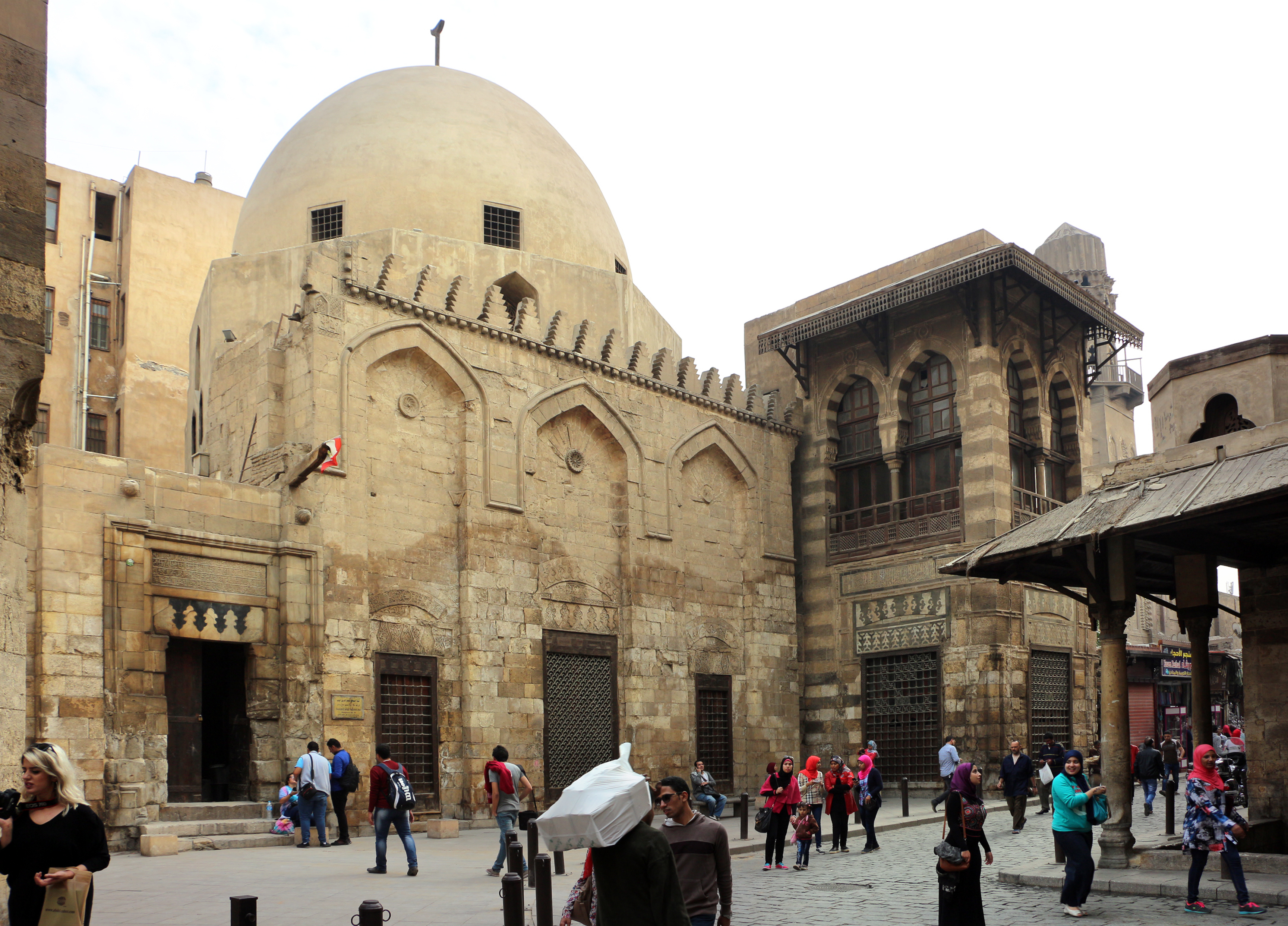
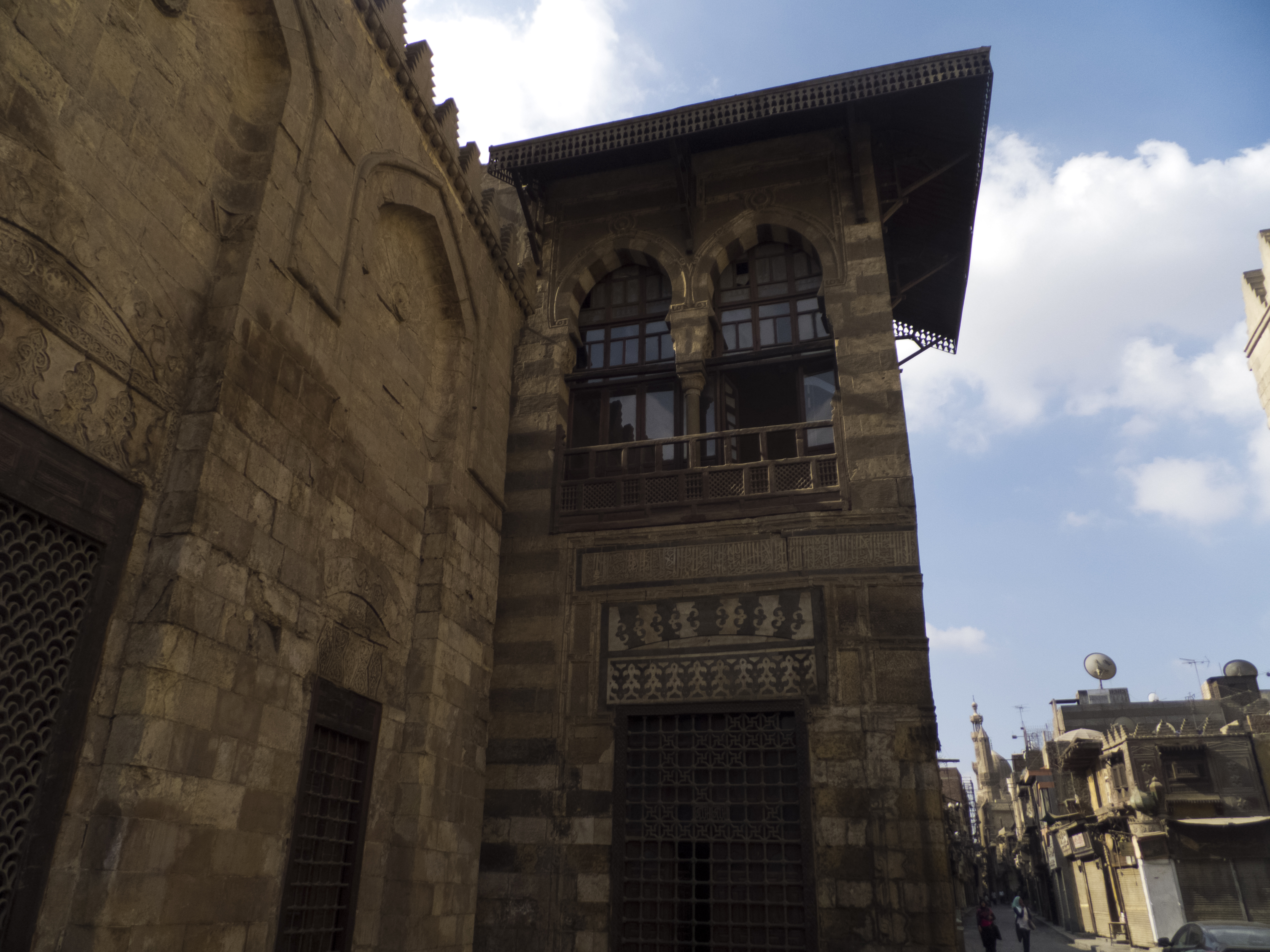
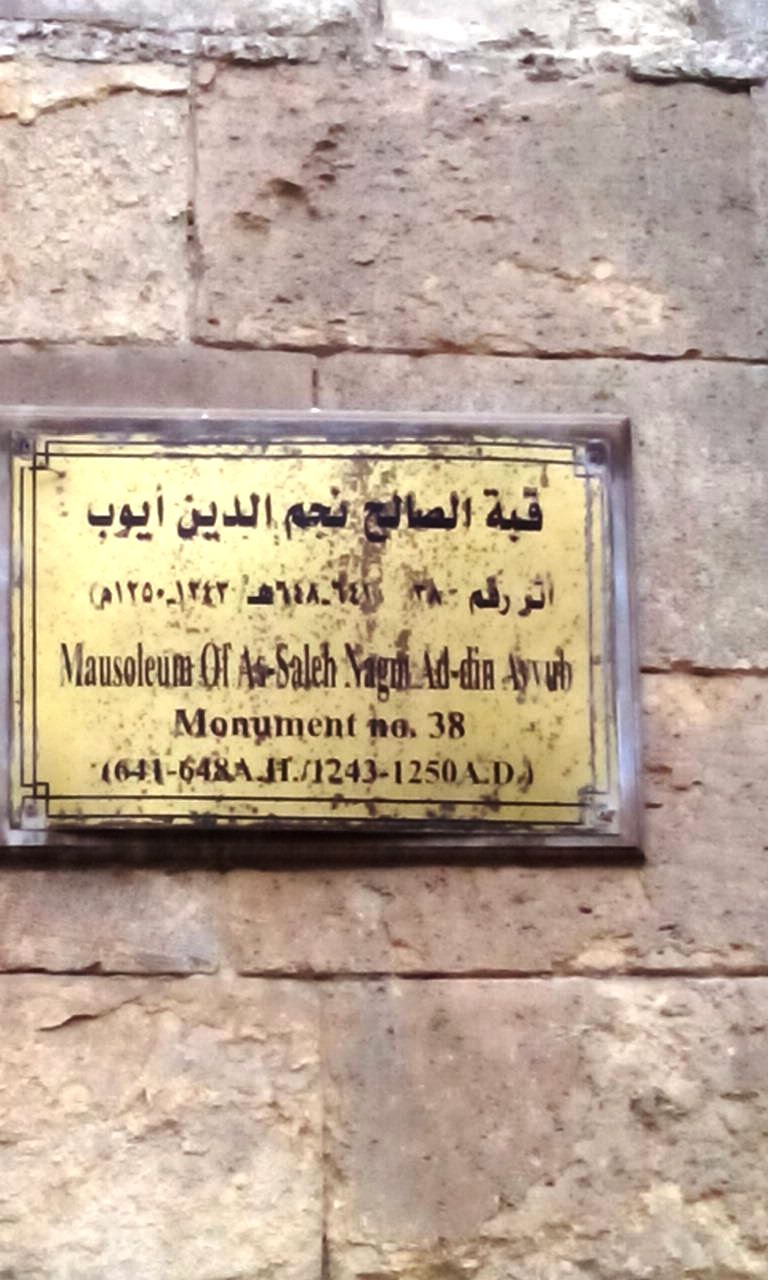
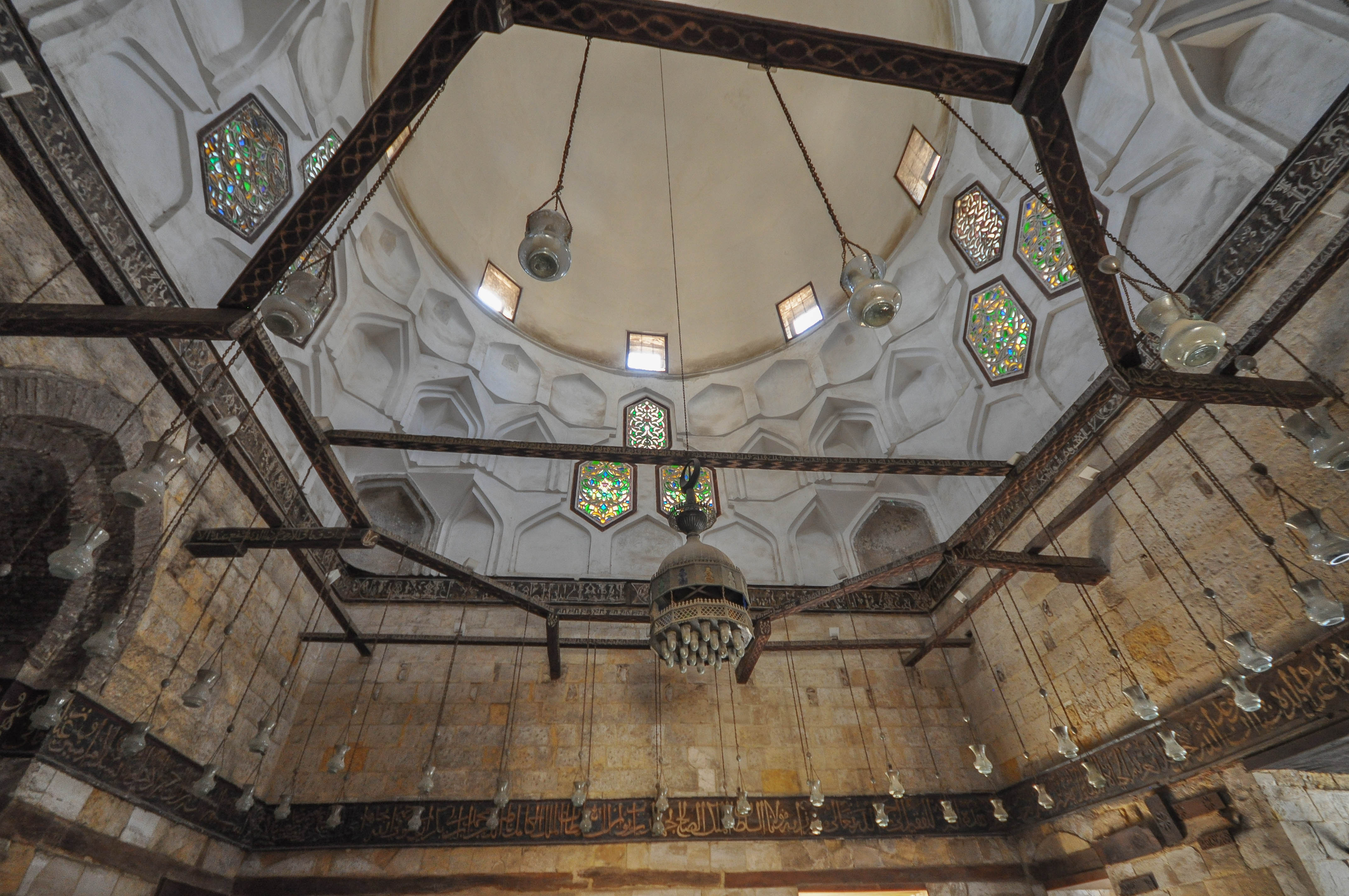
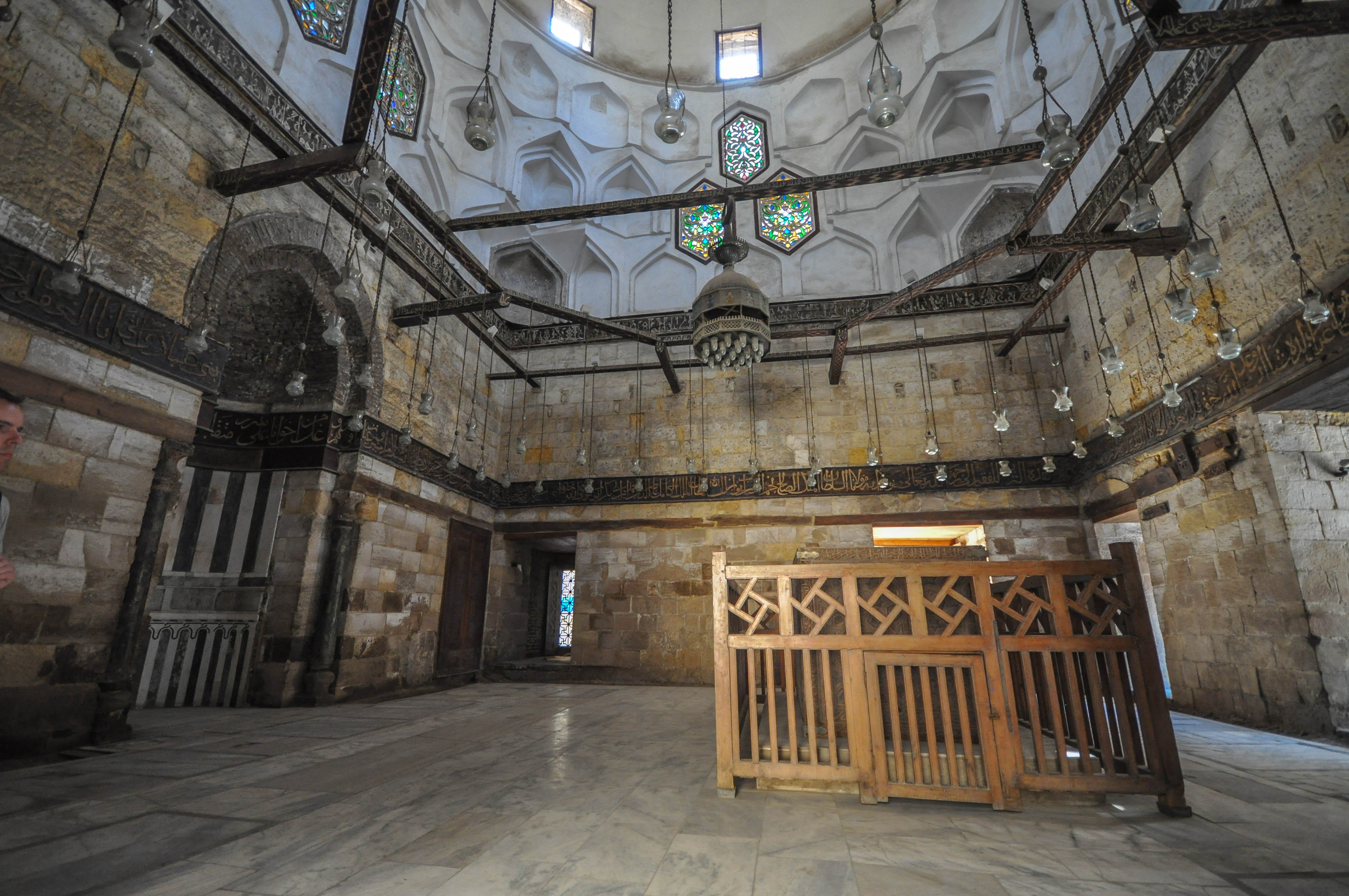
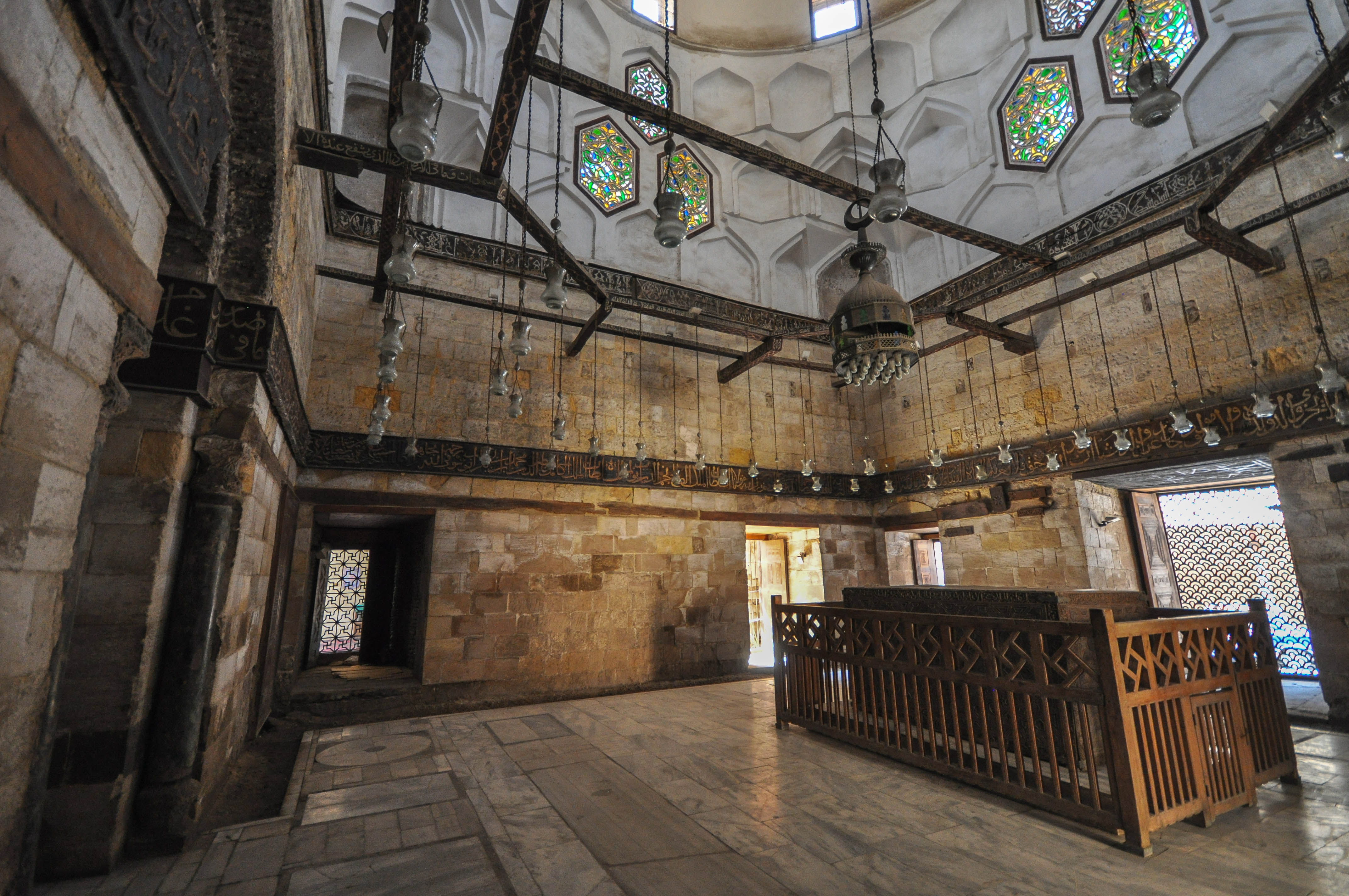